# Церква Святого Василія Великого (Підмостичі)
Церква Святого Василія Великого в Підмостичах — храм УГКЦ, пам'ятка архітектури місцевого значення в селі Підмостичах Добромильської громади Самбірського району Львівської области України. Церква-ротонда є унікальною для Галичини.

## Історія
Мурована церква збудована 1853 року на місці старішого дерев'яного храму Обрізання Господнього, що існувала з 1830 року. У крипті храму поховані ктитори зведення святині Вінцент і Амалія Ґадомські. Від 1880 року храм під титулом Святого Василія Великого.
1900 року проводилася реставрація храму, яка здійснювалася коштом дідича Станіслава Скальського спільно з парафіянами. У 1955—1989 роках храм був закритий.

## Парохи
- о. Іван Товарницький (1828—1834)
- о. Іван Бучаневич (1834—1836, адміністратор)
- о. Андрій Левицький (1836—1867)
- о. Теодор Мельник (1867—1868, адміністратор)
- о. Іван Маляркевич (1868—1874)
- о. Зенон Крвавич (1874—1875, адміністратор)
- о. Йосиф Чапельський (1877—1891)
- о. Антін Чайковський (1891—1893, адміністратор)
- о. Єронім Кописцянський (1893—1896)
- о. Петро Ясеницький (1896—1898, адміністратор)
- о. Олександер Чайковський (1898—1917)
- о. Володимир Данилів (1917—1918, адміністратор)
- о. Бронислав Гоцький (1918—1939)